# Стефано Імпалломені
Стефано Імпалломені (італ. Stefano Impallomeni, нар. 24 жовтня 1967, Рим) — італійський футболіст, що грав на позиції півзахисника.

## Клубна кар'єра
Народився 24 жовтня 1967 року в місті Рим. Вихованець футбольної школи клубу «Рома», де проявив себе хорошим талантом, і про нього почали говорити як про можливого спадкоємця Бруно Конті, вигравши Турнір Віареджо у 1983 році та молодіжний чемпіонат Італії у 1984 році. В результаті Імпалломені отримав шанс дебютувати у першій команді у віці лише у 16 з половиною років (22 лютого 1984 року) у гостьовому матчі-відповіді 1/8 фіналу Кубка Італії проти «Реджіани» (1:0), вийшовши на останні 10 хвилин замість товариша по команді Франческо Вінченці.
«Рома» виграла той кубок Італії, після чого команду очолив Свен-Йоран Ерікссон. Новий тренер також вірив у талант Імпалломені, але вважав за краще дати йому спокійно дозріти, не піддаючи його ризику «спалити», через тиск та очікування. Тому з 1985 по 1987 рік він зіграв лише 5 виступів у Серії А, плюс ще кілька виступів у Кубку Італії, вигравши з командою цей трофей ще один раз у 1986 році, зігравши у обох фінальних матчах.
Влітку 1987 року «Рома» відправила Імпалломені в оренду в «Парму» з Серії Б, де Стефано мав підтвердити свій статус перспективного гравця. 23 серпня 1987 року Стефано дебютував на «Енніо Тардіні» в грі проти «Монци» (4:2) в кубку Італії, а через три дні в грі проти «Барлетти» (1:0), теж в Кубку Італії, Імпалломені забив єдиний і вирішальний гол. Ще один гол у цьому ж турнірі молодий гравець забив у грі проти «Комо» (2:1), після чого Стефано завжди виходив на поле в основі в Кубку Італії — проти «Мілана» та «Барі»: забивши у ворота останніх ще один гол, довівши статистику до 5 матчів у кубку, в яких забив три голи. У жовтні Стефано у складі збірної Італії до 20 років поїхав на молодіжний чемпіонат світу, де також забивав гол в матчі проти Канади (2:2). У чемпіонаті, однак, справи йшли не так добре: лише три виступи, через що незабаром Стефано був відданий в оренду в інший клуб, «Чезену», що грала у Серії А. Втім дебютувати у складі «чорно-білих» Імпалломені так і не зміг, хоча одинадцять разів до кінця сезону опинявся на лаві запасних, але на поле так і не вийшов.
Влітку 1988 року Стефано повернувся в «Парму». 3 серпня 1988 року на домашньому стадіоні «Енніо Тардіні» проходив передсезонний товариський матч проти «Мілана». Вийшовши на поле після перерви, Імпалломені став жертвою жорстокого зіткнення з Алессандро Костакуртою, в результаті якого Стефано отримав серйозну травму ноги — перелом великогомілкової та малогомілкової кістки. У 2007 році, майже через двадцять років, Костакурта відчув потребу вибачитися перед Імпалломені за те зіткнення, заявивши, що Імпалломені був талантом і Алессандро завадив йому стати чемпіоном світу.
Стефано зумів відновитись від серйозної травми через шість місяців і лише 5 лютого 1989 року повернувся на поле, вийшовши на заміну на 76-й хвилині гри проти «Барі» (0:0). Загалом він зіграв 10 ігор за пармезанців у Серії Б, після чого повернувся в рідну «Рому», за яку зіграв ще 5 ігор у Серії А, але рівень гри, зокрема швидкість та дриблінг після травми так і не повернувся до найкращих часів.
З 1990 по 1992 рік Стефано грав у «Пескарі» в Серії B, втім навіть на цьому рівні не міг себе проявити: тридцять виступів за два роки, тому у сезоні 1992/93 змушений був відправитись в оренду в «Казертану» у Серію С1, але і там майже не грав, через що Стефано змушений був оголосити про завершення ігрової кар'єри у 1994 році, лише у 27 років, так і не оговтавшись від наслідків травми. Після завершення кар'єри почав співпрацювати з різними газетами та радіо- і телепередачами.

## Виступи за збірну
У складі юнацької збірної Італії (U-20) став чвертьфіналістом молодіжного чемпіонату світу 1987 року в Чилі, де зіграв в трьох матчах і забив один гол у зустрічі проти Канади (2:2).

## Титули і досягнення
- Володар Кубка Італії (2):

«Рома»: 1983–84, 1985–86